# Burgsdorf
Burgsdorf ist ein Ortsteil der Lutherstadt Eisleben im Landkreis Mansfeld-Südharz in Sachsen-Anhalt.

## Geografie
Burgsdorf liegt ca. 9 km nordöstlich von Eisleben an der Straße von Halle nach Harzgerode zwischen Polleben und Schwittersdorf. Im Ort entspringt der Fleischbach, der nach Bösenburg im Norden abfließt.

## Geschichte
Die Besiedelung der Gemarkung Burgsdorf begann in der Jungsteinzeit. Man fand Reste einer Siedlung und eines Gräberfeldes der Baalberger Kultur auf den Hügeln im Süden des Dorfes. Aus der Bronzezeit gibt es Spuren von zwei Siedlungen und vier Steinpackungsgrabfeldern. Weitere archäologische Funde stammen aus der Eisenzeit bis in die spätrömische Kaiserzeit. In einem zwischen 881 und 899 entstandenen Verzeichnis des Zehnten (Hersfelder Zehntverzeichnis) des Klosters Hersfeld wird Burgsdorf (Burcdorpf) als zehntpflichtiger Ort im Friesenfeld genannt. Das von jeher landwirtschaftlich geprägte Dorf gehörte seit 1012 zum Hinteramt Mansfeld. In diesem Jahr traten die Grafen Burchard und Gebhard von Mansfeld das Patronat an den Abt von Hersfeld ab. Der Ort gehörte im 18. Jahrhundert zum Amt Heiligenthal. Damals hatte Burgsdorf 162 Seelen und 28 Feuerstellen. Im Jahr 1864 hat Burgsdorf 213 Einwohner.
Am 1. Januar 2010 wurde die bis dahin selbstständige Gemeinde Burgsdorf zusammen mit Hedersleben in die Stadt Lutherstadt Eisleben eingemeindet.

## Kultur und Sehenswürdigkeiten

### Bauwerke
Die Dorfkirche St. Andreas ist ein schlichter romanischer Bau aus dem späten 12. Jahrhundert. Sie wurde 1815 umgestaltet. Der Westturm hat im untersten Geschoss ein Tonnengewölbe. Der einschiffige Kirchenraum hat eine Flachdecke und eine kleine Vorhalle mit Sturzpfostenportal mit Tympanon und Ornamenten. An der Ostwand gibt es frühgotische Wandmalereien aus der Zeit 1230 bis 1240. Sie stellen Maria, einige weibliche Heilige, sowie den zwischen Petrus und Paulus thronenden Christus dar. Heute sind diese äußerst wertvollen Malereien offenbar hinter einer Putzschicht des ausgehenden 20. Jahrhunderts versteckt. Ferner finden sich barocke Ausstattungen wie der Altaraufsatz, dessen Malereien aus dem Jahre 1662 von J. A. Bottschild stammen.

### Regelmäßige Veranstaltungen
Alljährlich wird im Juli das Dorffest veranstaltet.

## Wirtschaft und Infrastruktur

### Verkehr
Die Bundesstraße 180, die Naumburg (Saale) mit Aschersleben verbindet, verläuft 7 km südöstlich des Dorfes. Der nächstgelegene Bahnhof befindet sich in der Lutherstadt Eisleben. Der Bahnhof von Burgsdorf wird zurzeit nicht bedient, da die Bahnstrecke Halle–Hettstedt im Abschnitt Heiligenthal – Schochwitz seit dem 11. März 1968 stillgelegt ist. Außerdem wurden im Abschnitt die Gleise abgebaut. Der Verein Freunde der Halle-Hettstedter Eisenbahn e. V. plant jedoch die Reaktivierung der Strecke in naher Zukunft  mit einem Schienenersatzverkehr zwischen Heiligenthal und Schochwitz, bis die Gleise wieder montiert sind.